# Joakim Jonason
Per Joakim "Jocke" Jonason, född 16 november 1956, är en svensk art director.
Jonason utbildade sig på IHR i Stockholm. Reklamkarriären inleddes på byrån Alinder & Co och fortsatte sedan till Aggerborgs våren 1987. Hösten 1988 blev han marknadsdirektör på Hennes & Mauritz. Hösten 1989 återvände han till Alinder & Co.
År 1990 grundade han byrån Paradiset, som senare såldes till DDB Worldwide. Under hans tid på Paradiset ledde han arbetet med den italienska jeansmärket Diesels reklamkampanjer. Kampanjerna för Diesel belönades flera gånger av både Grand Prix i Cannes och svenska Guldägget.
Han lämnade Sverige och Paradiset år 2000 för att starta den nya byrån Cave Anholt Jonason i London. Cave Anholt Jonason hade Timberland som kund, men lades ner i juni 2001. Han blev istället creative director för Euro RSCG Wnek Gosper. Han fick lämna Euro RSCG i januari 2002.
Efter att ha lämnat Euro RSCG utvecklade Jonason det nya internationella byråprojektet "Made by Leo Burnett" för Leo Burnett.
I juni 2004 anställdes han som internationell creative director för tyska byrånätverket Scholz & Friends. Han lämnade Scholz & Friends 2006 för att starta nya byrån Ansjovis, baserad i Spanien.
År 2014 återkom han till Sverige för byrån A World Beneath (AWB). Han lämnade AWB 2015 och startade byrån New Agency tillsammans med Jens Pamp.

## Källhänvisningar
1. ↑  Paradiset, Advertising Age Encyclopedia of Advertising
2. 1 2  "Jonasson återvänder till sin gamla reklambyrå", Resumé, 28 september 1989
3. ↑  Jonason to launch new Burnett brand, Campaign, 9 maj 2002
4. ↑  ”Jag var aldrig fokuserad på Guldägg”, Resumé, 17 april 2012
5. ↑  Guldäggsvinnare 90-talet Arkiverad 2 oktober 2019 hämtat från the Wayback Machine., Kommbloggen
6. ↑  Flytt från Paradiset, Svenska Dagbladet, 4 oktober 2000
7. ↑  Cave Anholt Jonason closes over personality differences, Campaign, 15 juni 2001
8. ↑  Player Profile: Diesel creative Jonason joins Euro's Wnek Gosper, Advertising Age, 13 augusti 2001
9. ↑  Nordic Countries, Advertising Age Encyclopedia of Advertising
10. ↑  Joakim Jonason sparkad från Euro RSCG, Resumé, 28 januari 2002
11. ↑  Joakim Jonason i hemligt storprojekt med Leo Burnett, Resumé, 11 april 2002
12. ↑  Jonason tar Björn Borg från Paradiset, Resumé, 6 maj 2002
13. ↑  Scholz & Friends holt Joakim Jonason, Horizont, 2 juni 2004
14. ↑  Joakim Jonason startar egen byrå Arkiverad 13 mars 2019 hämtat från the Wayback Machine., CAP&Design, 1 mars 2006
15. ↑  90-talets Golden Boy tillbaka i Sverige, Resumé, 16 januari 2014
16. ↑  Jocke Jonason till AWB, Dagens Media, 16 januari 2014
17. ↑  Jocke Jonason lämnar AWB, Resumé, 14 maj 2015
18. ↑  Jocke Jonason startar ny byrå med Jens Pamp, Resumé, 1 september 2015